# Norma funkcjonalna (seksuologia)
Norma funkcjonalna (seksuologia) – norma seksuologiczna opierająca się na założeniu, że każde zachowanie może jednocześnie pełnić rolę osobistą i społeczną. Jako normalne traktuje się zachowanie, które nie narusza żadnej z nich. Została opracowana przez Gapika.
Kryteria prawidłowej funkcji osobistej zachowania seksualnego:
1. występowanie potrzeby seksualnej odpowiedniej do wieku, kultury, fizjologii
2. prawidłowa mechanika reakcji seksualnych (reakcja genitalna umożliwiająca odbycie dopochwowego stosunku seksualnego)
3. prawidłowa dynamika reakcji seksualnych (brak np. wytrysku przedwczesnego czy opóźnionego orgazmu)
4. zdolność do przeżywania satysfakcji seksualnej

Kryteria prawidłowej funkcji społecznej zachowania seksualnego:
1. wybór właściwego obiektu zachowań seksualnych (np. partnerem seksualnym nie może być dziecko)
2. umiejętność nawiązania relacji seksualnej bez łamania prawa czy reguł społecznych (wyklucza to stosowanie przemocy czy podstępu)
3. umiejętność podtrzymania i rozwijania relacji seksualnej, stworzenia trwałego związku erotycznego
4. dążenie do satysfakcji seksualnej partnera

Kryteria te mogą się odnosić do wszystkich możliwych zaburzeń seksualnych i różnych etiologiach. Jednocześnie nie oznaczają one obowiązku wchodzenia w relacje spełniające wszystkie 8 warunków (np. u osób duchownych), ale dotyczą potencjalnej zdolności budowania takich więzi.